# José Ortega y Gasset
José Ortega y Gasset (Madrid, 1883. május 9. – Madrid, 1955. október 18.) spanyol filozófus, író, az egzisztencializmus egyik kiemelkedő képviselője.

## Élete
Középpolgári családból származik, apja laptulajdonos, a családban több zsurnaliszta is van. Ez a családi hagyomány José Ortega y Gasset filozófiájának hangvételére és formájára is hatással van. Egyetemi tanulmányait a Madridi Központi Egyetemen (Universidad Central de Madrid) végezte (1898-1904). Itt szerzett doktori címet (doctor en filosofía) 1904-ben. Az egyetemen Ortega számára Friedrich Nietzsche gondolatait Ramiro de Maeztu, a 98-as nemzedék egyik kiemelkedő képviselője közvetítette. Ő Nietzsche filozófiájában az élet teremtő elfogadásának és a teljesebb élet iránti vágyakozásnak a szükségességét hangsúlyozta.
A fiatal Ortega életében és filozófiai gondolatainak megformálódásában alapvető hatástörténeti tényező a Németországban (Berlinben, Lipcsében, Marburgban) eltöltött két esztendő (1905-1907). Ennek nyomán szellemi profilját egészen az 1910-es évek közepéig mindenekelőtt a német filozófia (Immanuel Kant és a neokantianizmus), kiváltképp Hermann Cohen és Paul Natorp szellemi felfogása határozza meg.
1910-1936 között a Madridi Egyetem Metafizikai Tanszékének vezetője. Publicisztikája Spanyolországban elsősorban az El Imparcial, az El Sol, a Luz, Argentínában pedig a La Nación hasábjain jelent meg. 1916-ban megalapította El Espectadort, ennek keretein belül 8 filozófiai témájú kötete látott napvilágot. 1923-ban megindította Revista de Occidente c. folyóiratot, mely a legmodernebb európai filozófiai áramlatok spanyol nyelvre fordításának és népszerűsítésének orgánuma lett. 
1936-ban, a spanyol polgárháború kitörésekor emigrált, előbb Franciaországban, majd Hollandiában élt, a második világháború kitörése után Argentínába menekült. 1942 márciusában Portugáliában telepedett le, 1945 nyarán pedig visszatért Spanyolországba. A fasiszta Franco-rendszer hűvösen fogadta, ami abban is megmutatkozott, hogy több éven át nem kapott katedrát az állami ellenőrzés alatt álló egyetemeken. Tanítványa, Julian Marías közreműködésével 1948-ban megalapította a Humántudományok Intézetét, mely az állami beavatkozás miatt csak két évig működhetett. Emiatt Ortega y Gasset 1950-1955 között Nyugat-Európában élt (a leghosszabb ideig az NSZK-ban), előadásokat tartott az Amerikai Egyesült Államokban, Svájcban és az NSZK-ban.

## Filozófiája

### Filozófiatörténeti helye
Ortega y Gasset filozófiája közbülső helyet foglal el az életfilozófiák és az egzisztencializmus klasszikusnak tekinthető képviselői között (Søren Aabye Kierkegaard, Martin Heidegger). Az egzisztenciát már felvette kategória-rendszerébe, de annak sajátos értelmet tulajdonított. Filozófiai műveiben a külső valóságban feloldódó spanyol világot szembesítette az önmagába mélyedő, elvont német szellemiséggel. Bírálta a dekadenciába hajló polgárosodást, féltette a polgári kultúra értékeit, kritikával illette a tőkés berendezkedés manipulatív vonásait. 
Filozófiai életművében három korszak különíthető el: a neokantianizmus által ihletett, az életfilozófia irányzatához sorolható, valamint az egzisztencializmus sajátos változatát képviselő szakasz.
Nagy népszerűségre szert tevő „minőségi kisebbség”-elmélete nem politikai töltetű, nem kötődik egyetlen társadalmi osztályhoz vagy réteghez. A „minőségi kisebbség” kifejezésnek az ő filozófiájában egyénhez kapcsolódó értelmezése van. Műveit ugyanakkor a szocialista országokban az állami szervek képviselői célzatosan vagy épp a műveletlenségből adódóan, az eredeti művek olvasása híján gyakran durván és alapvetően félreértelmezték. Így azonosították például a tömegembert – helytelenül – a proletárral. Ilyen filozófiai kulturálatlanságról tanúskodó félreértelmezésekkel szórványosan lehet találkozni a rendszerváltás utáni Magyarországon is. Így például akkor, amikor Ortega filozófiájának egyik jelentős kategóriáját, a „minőségi kisebbséget” azonosítják az arisztokratikus érzelmek által hajtott sznob polgárral.
Ortega y Gasset számos írása az egyik legjelentősebb reprezentánsa a filozófiai esszé azon típusának, amely mély filozófiai gondolatokat és szakismereteket közvetít a szélesebb publikumnak is, s ezt nemegyszer szépirodalmi kvalitásokról is tanúskodó nyelvezettel teszi.
Ortega y Gasset fő célja a spanyol filozófiai élet és részben ennek révén Spanyolország modernizálása volt.

### Történetfilozófiai nézetei
Ortega a történelem filozófiai problémái iránt kezdettől fogva érdeklődik. Ez az érdeklődés az 1920-as évektől válik életművében meghatározóvá. Történetfilozófiai vonatkozásban hatást gyakorolt nézeteire Oswald Spengler, Arnold Toynbee, Martin Heidegger és Wilhelm Dilthey. Ortega történetfilozófiájának egyik lényegi megállapítása: „Az embernek nincs természete, hanem történelme van”. E mondatban azonban a természet szó jelentése nem azonos a természeti világgal, hanem a világ mechanikusan ismétlődő, statikus részét jelenti. A történelem lényege a változás, s ott kezdődik, ahol a mechanikus ismétlődés hatalma véget ér. A történelem autentikus területe az emberi élet, mivel az ember nemcsak az emberi nemet reprodukálja generikusan, hanem az ember egyén, individuum is. Ortegának lényegi mondanivalója van a történetfilozófia és a történettudományok elméleti kapcsolatáról. Hangsúlyozza egyebek mellett, hogy a történelmi tényeket az emberi életekre kell vonatkoztatni, másrészt értelmezni kell azokat (hermeneutika). Ennek módszertanát is kidolgozza.
Ortegának figyelemre méltó felismerései vannak az előítéletek és a szokások működési mechanizmusával, a közvélemény szellemi formáló hatalmával, valamint a korunkra jellemző specializálódással és az ezzel összefüggő rebarbarizációval kapcsolatban. 
Alapvető történelem-konstituáló erőknek tartja a fundamentális meggyőződéseket (creencia), melyek meghatározhatnak egész történelmi korszakokat. Megkülönböztet kronologikus és vitális időt, mivel egy adott kronológiai dátum másképp nyilvánulhat meg különböző életkorú emberek számára. Másrészt elkülöníti egymástól a kortárs-létet és az egyidejű létezést. Az egy időben élők nem feltétlenül kortársak, csak akkor, ha valamiféle többlet is összekapcsolja őket. A többlet révén összekapcsolódó kortársak alkotják a nemzedéket (generációt). A nemzedékek polemikusan viszonyulnak egymáshoz. Erre vezethető vissza a történelem mozgásritmusa. Valamely eszme akkor győz véglegesen, ha a korábbi eszmét képviselő nemzedék letűnik a színről.
A tömegek lázadása c. művében éles bírálattal illeti az eltömegesedés jelenségét. A tömeg Ortega értelmezésében nem politikai kategória, nem azonos a felsőbb és alsóbb társadalmi osztályok rangrendjével, nem azonos a munkástömeggel, a proletáriátussal, hanem emberi kvalitások megjelenítésére szolgál. Tömegember az, akiből hiányzik az önmagába mélyedés és az önálló gondolkodás képessége, akit csak a külső valóság határoz meg. A minőségi kisebbséghez pedig azok tartoznak, akik nem „sodródnak”, nem a közvélemény diktátumának engedelmeskednek, hanem önmagukba mélyedve gondolkodnak, s akik nem a „pénzkeresés, a csillogás, esetleg a kollektivitás viharos tengerén való fennmaradás végett” értelmiségiek.
A tömegek lázadása – legmélyebb lényegét tekintve – nem más, mint a műveletlenség, a bárdolatlanság és primitivitás uralomra kerülése.
Ortega kultúrafelfogása kezdetben neokantiánus hatást mutat. A kultúrát azonosítja a tudományok összességével, az élet felett lebegő idealitással. E szemlélet szerint az élet tiszta racionalitássá lényegül. Később nagyobb teret enged a spontán vitalitásnak és annak a felfogásnak, hogy az élet zabolátlan, kimeríthetetlen áradat, melyre a kultúrának úgy kell reflektálnia, hogy megteremtse a biztonság pillanatait, azzal a belátással együtt, hogy az élet önkényessége nem iktatható ki.
A spontán élet és a reflexivitást gyakorló kultúra között a legfontosabb összekötő kapocs a környezet. Az ember ezen keresztül kommunikál az univerzummal. Az ember akkor fejti ki maximálisan képességeit, amikor környezete tudatosul benne. Ortega aforisztikus tömörségű, sokat idézett híres mondása: „Én én vagyok és a környezetem.” („Yo soy yo y mi circunstancia.”)
Ortega Európa-felfogására jellemző, hogy már A tömegek lázadása (1930) c. művében észreveszi és elemzi az európai civilizáció hosszú távú válságát, azt, hogy Európa szürke zónában van. Ennek egyik oka szerinte az, hogy a pragmatikus ész túl dominánssá válik, Európa hűtlen lesz korábbi önmagához, a művelt Európához. Másik oka a strukturális felépítésben van. Ebből a válságból az integráció lehetne a kiút, ahogy az Elmélkedések Európáról c. művében (1949) ezt javasolja, vagyis egy új szervezeti forma, az Európai Egyesült Államok. Az integráció azonban nem egyenlő a nemzeti mivolt feladásával, „az elképzelt európai szupernemzetben nem tűnhet el, nem szabad eltűnnie a sokféleségnek”. Az európai integrációnak, melynek legfőbb alapja a közös történelmi múlt és a hosszú küzdelmek során kivívott norma- és értékrendszer, a nemzeti sajátosságok megőrzésével kell megvalósulnia. Ortega ugyanakkor elutasítja a kirekesztő agresszív nacionalizmust is. Ezt szembeállítja a nemzetalkotó elvvel, amely befogadó jellegű.

### Esztétikai nézetei
Főbb nézeteit A művészet dehumanizálódása c. művében és Goyáról, Velázquezről szóló írásaiban fejti ki. Ortega y Gasset szerint az új művészet legfőbb elméleti és alkotástechnikai törekvése, hogy a művészetből az „emberit” a lehetséges legnagyobb mértékben kiiktassa. Ez a befogadó részéről a korábbi „tetszik-nem tetszik” dilemmáját az „értem-nem értem” dilemmájával váltja fel, s a befogadó közönséget is két részre osztja, akik felismerik összetartozóságukat. Az új művészet ironizál, kacag és tagad, vagy pedig a szenvtelen tárgyiságra helyezi a hangsúlyt. Ez hozzájárul ahhoz, hogy az új művészet jobban eltávolodjon a hagyományoktól, hogy a közvetlenül adottat ragadja meg, hogy a fenomenológiai redukció érvényesüljön a művészet területén is. Az új művészet kezdetben szemben áll az eltömegesedéssel és a hagyományos realizmussal, később azonban maga is áldozata lesz egy még sivárabb eltömegesedésnek. Erre már elsősorban Ortega esztétikai műveinek értelmezői mutatnak rá. 
Ortega esztétikai nézetei a XX. századi polgári esztétikák egyik fontos fejezetét alkotják, s több vonatkozásban megelőlegezik a második világháború utáni esztétikai irányzatok, így például Theodor Adorno esztétikájának néhány elemét. Velázquezről szóló írásai elsősorban műközpontúak, a fenomenológiai esztétika (Roman Ingarden, Nicolai Hartmann) irányzata felé mutatnak. Ortegának lényegi meglátásai vannak a „képek életre keltésének” és nyelvi értelmezésének lehetőségeivel kapcsolatban.

### Tanatológiai nézetei
Ortegának a halállal kapcsolatos legtöbb észrevétele munkásságának harmadik, egzisztencialista korszakához kötődik. Kiváltképpen foglalkoztatja a halál érthetőségének kérdése. „A halál etikája valamennyi etika közül a legnehezebb, mivel a halál a legkevésbé érthető tény, amivel az ember találkozik.” A halállal kapcsolatban elemi kérdés az, hogy miképp szerzünk tudomást a halálról, hogyan jelenik meg számunkra, mit tapasztalunk tüneti szinten a másik ember halálával kapcsolatban. Ennek kapcsán elemzi a „Semmi” problematikáját, vitatja Heidegger felfogását, a halálba való előre futás lehetőségét. „Nincs mibe előre futni”, mert saját halálunk fenomenálisan nincs számunkra soha jelen. Ortega halálfelfogása polemizál a spanyol filozófus, Miguel de Unamuno halálértelmezésével is, annak szinte mértani pontossággal megkomponált ellentéte.

## Filozófiájának hatása
Európában nevét elsősorban A tömegek lázadása c. műve tette ismertté. Németországban a tanai már az 1920-as években elterjedtek, Olaszországban és Franciaországban pedig a második világháború után. A glasgow-i és a marburgi egyetem (Philipps-Universität Marburg) díszdoktorává avatta.
Ortega bölcseletének népszerűsége Dél-Amerikában óriási népszerűséget ért el. A latin-amerikai egyetemeken (Mexikótól Argentínáig) valóságos Ortega-kolóniák alakultak (tanítványok, munkatársak közössége). Filozófiája közvetlen hatása megmutatkozott egyrészt a filozófiai gondolkodásban (José Gaos, María Zambrano, José Ferrater Mora művei), másrészt kiterjedt más tudományterületekre is. Recaséns Siches a jogbölcseletben, Francisco Ayala a szociológiában, Américo Castro a történettudományokban alkalmazta filozófiájának egyes elemeit. A latin-amerikai polgári értelmiség elsősorban az ő filozófiájának hatására ismerte meg a modern élet- és egzisztenciálfilozófiai áramlatokat.
Ortega y Gasset jelentős hatást gyakorolt Magyarország szellemi életére is. Az első róla szóló tanulmányt a fasizmusnak később áldozatul eső Halász Gábor jelentette meg 1928-ban. Hatása érezhető Szerb Antal irodalomtörténeti és szépirodalmi írásaiban. Erőteljes hatást gyakorolt Németh László gondolkodására, aki számos Ortega-mű elolvasása után autentikusan értelmezte Ortega több fontos filozófiai kategóriáját. Ortegában becsülte a filozófiai enciklopédistát, a tudóst, aki remekül, választékosan, elegánsan ír, az eleven, nagyszerű embert, akinek művei elé a következő mottót választaná: „Szókratész nem izzad”. Ortega-hatásról tanúskodnak továbbá Márai Sándor szépirodalmi írásai, naplóbejegyzései. Ortega bölcseletének nyomai jelen vannak Bibó István, Hamvas Béla, Cs. Szabó László és Barankovics István műveiben és világképében is. Filozófiai vonatkozásban Ortega y Gasset életművének legjelentősebb értelmezője és közvetítője Csejtei Dezső. Magyarul megjelent műveinek legszakavatottabb fordítói: Scholz László, Csejtei Dezső, Juhász Anikó, Székács Vera, Farkas Géza, Gilicze Gábor, Kutasy Mercédesz, Rákosi Mariann.

## Művei
- Meditaciones del Quijote (Elmélkedések a Don Quijotéról, 1914)
- Vieja y nueva política (A régi és az új politika, 1914)
- Investigaciones psicológicas (Pszichológiai vizsgálódások, előadássorozat 1915-1916-ban, publikálva: 1982)
- Personas, obras, cosas (Személyek, művek, dolgok. Cikkek és esszék, írás ideje 1904-1912: "Renan", "Adán en el Paraíso" – (Ádám a Paradicsomban), "La pedagogía social como programa político" – (A pedagógia mint politikai program)
- El Espectador I-VIII. (Szemlélő, 8 kötet publikálva: 1916-1934)
- España Invertebrada (Gerinctelen Spanyolország, 1921)
- El tema de nuestro tiempo (Korunk feladata, 1923)
- Las Atlántídas (Az Atlantisz, 1924)
- La deshumanización del arte e ideas sobre la novela (A művészet dehumanizálódása és Gondolatok a regényről, 1925)
- Espíritu de la letra (A betű szelleme, 1927)
- Mirabeau o el político (Mirabeau, avagy a politika, 1928–1929)
- ¿Qué es filosofía? (Mi a filozófia? 1928-1929, az előadást halála után publikálva: 1957)
- Kant (1929–1931)
- La rebelión de las masas (A tömegek lázadása, 1930)
- Goethe desde dentro (Goethe belülről, 1932)
- Unas lecciones de metafísica (Előadások a metafizikáról, előadássorozat 1932-1933, publikálva: 1966)
- En torno a Galileo (Galileiről, előadássorozat 1933-1934)
- Misión del bibliotecario (1935)
- Prólogo para alemanes (Előszó a német olvasókhoz, spanyolul publikálva: 1958.)
- History as a system (A történelem mint rendszer). Először angol nyelven publikálva: 1935, a spanyol verzió, Historia como sistema publikálva: 1941, kiegészítve egy esszével: El Imperio romano /A Római Birodalom).
- Ensimismamiento y alteración. Meditación de la técnica. (Önmagába mélyedés és sodródás. Elmélkedés a technikáról, 1939)
- Ideas y Creencias (Eszmék és hiedelmek, előadássorozat Buenos Airesben, 1940, publikálva 1979-ben, együtt a Sobre la razón histórica (A történeti észről c. előadássorozattal)
- Estudios sobre el amor (Tanulmányok a szerelemről, 1941)
- Teoría de Andalucía y otros ensayos (Andalúzia elmélete és más esszék, 1942)
- Guillermo Dilthey y la Idea de vida (Wilhelm Dilthey és az élet eszméje, 1942)
- Prólogos (Bevezetések, 1914-1943)
- Origen y epílogo de la filosofía (A filozófia eredete és epilógusa, 1943-1944)
- Sobre la razón histórica (A történeti észről, előadássorozat Lisszabonban, 1944-ben, publikálva: 1979)
- Prólogo a „Veinte a „Veinte anos de caza mayor” del Conde de Yebes, a magyar fordítás címe: Elmélkedések a vadászatról, publikálva: 1944)
- Idea del Teatro. Una abreviatura (A színház eszméje. Rövidített változat, előadás Lisszabonban 1946 áprilisában és Madridban 1946 májusában, publikálva: 1958)
- Comentario al „Banquete” de Platón (Kommentár Platón Lakomájához, 1946)
- La Idea de principio en Leibniz y la evolución de la teoría deductiva (Elmélkedések Leibnizről. Az alapelv fogalma és a deduktív elmélet fejlődése 1947, publikálva 1958)
- Una interpretación de la Historia Universal. En torno a Toynbee (A világtörténelem értelmezése. Toynbee-ról, 1948, publikálva: 1960)
- Meditación de Europa (Elmélkedés Európáról, előadás Berlinben 1949-ben, publikálva: 1960)
- El hombre y la gente (Az ember és a sokaság, előadássorozat 1949-1950-ben a Humántudományok Intézetében, publikálva 1957)
- Papeles sobre Velázquez y Goya (Írások Velázquezről és Goyáról, 1950)
- Meditación del pueblo joven (Elmélkedés a fiatal népről, 1916-1953)
- Pasado y porvenir para el hombre actual (Múlt és jövő korunk embere számára, publikálva 1962)
- Goya (1958)
- Velázquez (1959)
- Origen y epílogo de la filosofía (A filozófia eredete és epilógusa, 1960)

Műveinek legteljesebb kiadása: José Ortega y Gasset: Obras Completas, I-X. kötet. Editorial Taurus, Madrid: 2004-2010.

## Magyarul

### Kötetek
- A tömegek lázadása; Egyetemi Ny., Bp., 1938
- A szerelemről. Ortega y Gasset elmélkedései; vál., ford. Helene Weyl, Szentkuty Pál; Bibliotheca, Bp., 1942
- Korunk feladata / Gondolatok a regényről / Az "emberi" kiesése a művészetből; ford. Puskás Lajos; ABC Könyvkiadó, Bp., 1944
- Goya; jegyz. Szőnyi Ferenc, ford. Székács Vera; Helikon, Bp., 1983
- Két történelmi esszé / Gerinctelen Spanyolország / A történelem mint rendszer; ford. Farkas Géza, jegyz., utószó Csejtei Dezső; Európa, Bp., 1983
- Az egyetem küldetése. Ész-élet-egzisztencia. I. kötet. Szeged: 1990. 309-342. o. Csejtei Dezső fordítása
- A szerelemről. Három tanulmány; ford., mutatók Gilicze Gábor; Akadémiai, Bp., 1991 (Hermész könyvek)
- Don Quijote nyomában; ford. Antal Gábor; Új Mandátum, Bp., 1993 (Emberhalász könyvek)
- A tömegek lázadása; ford. Scholz László; Pont Könyvkereskedés, Bp., 1995
- Hajótöröttek könyve. Esszék; vál. Scholz László, ford. Csejtei Dezső, Scholz László; Nagyvilág, Bp., 2000
- Elmélkedés a vadászatról; ford. Csejtei Dezső; Európa, Bp., 2000 (Mérleg)
- Elmélkedések a Don Quijotéról. Korai esztétikai írások; ford. Csejtei Dezső, Juhász Anikó, Scholz László; Nagyvilág, Bp., 2002 (Nagyvilág esszék)
- Korunk feladata; ford. Csejtei Dezső, Juhász Anikó, Scholz László; Nagyvilág, Bp., 2003 (Nagyvilág esszék)
- Regény, színház, zene. Esszék a művészetről; ford. Csejtei Dezső, Juhász Anikó, Scholz László; Nagyvilág, Bp., 2005 (Nagyvilág esszék)
- Elmélkedések Leibnizről. Az alapelv fogalma és a deduktív elmélet fejlődése; ford. Csejtei Dezső, Juhász Anikó; Attraktor, Máriabesnyő-Gödöllő, 2005 (Monumenta Hispanica)
- Velázquez-tanulmányok; szerk. Scholz László, ford. Juhász Anikó et al.; Attraktor, Máriabesnyő-Gödöllő 2006 (Monumenta Hispanica)
- Elmélkedések Európáról; ford. Csejtei Dezső, Juhász Anikó; L'Harmattan–ZSKF, Bp., 2007 (Varietas Europae)
- Tájak és emberek. Tanulmányok az El espectador-ból; ford. Juhász Anikó et al.; Attraktor, Máriabesnyő-Gödöllő, 2008 (Monumenta Hispanica)

### Tanulmányok, esszék
- Az „emberi” kiesése a művészetből. Hyndi. Budapest: é. n. Puskás Lajos fordítása
- Az „emberi” kiesése a művészetből. Hatágú Síp Alapítvány. Reprint Ex Hungaria sorozat Budapest: 1993
- Két történelmi esszé. Gerinctelen Spanyolország. A történelem mint rendszer. Európa Könyvkiadó. Budapest: 1983. Farkas Géza fordítása
- Elmélkedés az Escorialról. In: Új Írás. Budapest: 1986. Csejtei Dezső fordítása
- Vázlat a gondolkodásról, isten- és emberteremtő erejéről. In: Ész – élet-egzisztencia II-III. Szeged: 1992. 313-342. o. Csejtei Dezső fordítása
- Goethe belülről. In: Hajótöröttek könyve. Nagyvilág Kiadó. Budapest: 2000. 5-45. o. Scholz László fordítása
- Renan. In: Hajótöröttek könyve. Nagyvilág Kiadó. Budapest: 2000. 5-45. o. Scholz László fordítása
- Idő, távolság és forma Proust művészetében. In: Hajótöröttek könyve. Nagyvilág Kiadó. Budapest: 2000. 85-99. o. Csejtei Dezső fordítása
- Bevezetés a Don Juanhoz. In: Hajótöröttek könyve. Nagyvilág Kiadó. Budapest: 2000. 100-126. o. Scholz László fordítása
- A fordítás nyomorúsága és nagyszerűsége. In: Hajótöröttek könyve. Nagyvilág Kiadó. Budapest: 2000. 127-158. o. Scholz László fordítása
- A Don Quijote az iskolában. In: Hajótöröttek könyve. Nagyvilág Kiadó. Budapest: 2000. 159-210. o. Scholz László fordítása
- Múlt és jövő a mai ember számára. In: Hajótöröttek könyve. Nagyvilág Kiadó. Budapest: 2000. 211-241. o. Scholz László fordítása
- Esztétikai tanulmány – előszó gyanánt. In: Elmélkedések a Don Quijotéról. Nagyvilág Kiadó. Budapest: 2002. 5-28. o. Csejtei Dezső és Juhász Anikó fordítása
- Esztétika a villamoson. In: Elmélkedések a Don Quijotéról. Nagyvilág Kiadó. Budapest: 2002. 29-38. o. Scholz László fordítása
- Ádám a paradicsomban. In: Elmélkedések a Don Quijotéról. Nagyvilág Kiadó. Budapest: 2002. 29-38. o. Scholz László fordítása
- Egy kép esztétikája. Gregorio törpe, a borostömlő-árus. In: Elmélkedések a Don Quijotéról. Nagyvilág Kiadó. Budapest: 2002. 29-38. o. 63-77. o. Csejtei Dezső és Juhász Anikó fordítása
- A művészet dehumanizálódása. In: José Ortega y Gasset: Regény, színház, zene. Nagyvilág Kiadó. Budapest: 2005. 5-53. o. Csejtei Dezső és Juhász Anikó fordítása
- Gondolatok a regényről. In: José Ortega y Gasset: Regény, színház, zene. Nagyvilág Kiadó. Budapest: 2005. 55-94. o. Scholz László fordítása
- Mi a színház? In: José Ortega y Gasset: Regény, színház, zene. Nagyvilág Kiadó. Budapest: 2005. 95-135. o. Csejtei Dezső és Juhász Anikó fordítása
- Elmélkedés a képkeretről. In: José Ortega y Gasset: Regény, színház, zene. Nagyvilág Kiadó. Budapest: 2005. 137-145 o. Scholz László fordítása
- Az új zenéről. In: José Ortega y Gasset: Regény, színház, zene. Nagyvilág Kiadó, Budapest: 2005. 147-160. Scholz László fordítása
- Kommentár Platón Lakomájához. In: José Ortega y Gasset: Regény, színház, zene. Nagyvilág Kiadó. Budapest: 2005. 161-209. o. Csejtei Dezső és Juhász Anikó fordítása
- A forradalmak alkonya. In: José Ortega y Gasset: Korunk feladata. Nagyvilág Kiadó. Budapest: 2003. 75-107. o. Csejtei Dezső és Juhász Anikó fordítása
- Einstein elméletének történelmi jelentősége. In: José Ortega y Gasset: Korunk feladata. Nagyvilág Kiadó. Budapest: 2003. 75-107. o. 109-124. o. Scholz László fordítása
- Előszó a német olvasókhoz. In: José Ortega y Gasset: Korunk feladata. Nagyvilág Kiadó. Budapest: 2003. 125-189. o. Csejtei Dezső és Juhász Anikó fordítása
- A képek életre keltése. In: José Ortega y Gasset: Velázquez-tanulmányok. Attraktor Kiadó. Máriabesnyő-Gödöllő: 2006. 5-19. o. Kutasy Mercédesz fordítása
- Bevezetés Velázquezhez. (1943) Életrajz. II. Elhivatottság, körülmény és véletlen. III. A portré, a festészet sarkpontja. In: José Ortega y Gasset: Velázquez-tanulmányok. Attraktor Kiadó. Máriabesnyő-Gödöllő: 2006. 20-50. o. Csejtei Dezső és Juhász Anikó fordítása
- Bevezetés Velázquezhez (1947) Egy átutazó véleménye. II. Megíratlan történelem. III. Hermeneutika – elhivatottság. In: José Ortega y Gasset: Velázquez-tanulmányok. Attraktor Kiadó. Máriabesnyő-Gödöllő: 2006. 51-95. o. Kutasy Mercédesz fordítása
- Bevezetés Velázquezhez (1954) I. Általános bevezetés. II. A képek. In: José Ortega y Gasset: Velázquez-tanulmányok. Attraktor Kiadó. Máriabesnyő-Gödöllő: 2006. 96 – 127. o. Scholz László fordítása
- Velázquez-témák. In: José Ortega y Gasset: Velázquez-tanulmányok. Attraktor Kiadó. Máriabesnyő-Gödöllő: 2006. 129-133. o. Scholz László fordítása
- Nemzedéki körkép. In: José Ortega y Gasset: Velázquez-tanulmányok. Attraktor Kiadó. Máriabesnyő-Gödöllő: 2006. 134-137. o. Scholz László fordítása
- Beköszöntő. Igazság és perspektíva. In: José Ortega y Gasset: Tájak és emberek. Attraktor Kiadó. Máriabesnyő-Gödöllő: 2008. 5-13. o. Rákosi Marianna fordítása
- Egyáltalán nem modern, viszont nagyon is 20. századi. In: José Ortega y Gasset: Tájak és emberek. Attraktor Kiadó. Máriabesnyő-Gödöllő: 2008. 11-13. o. Rákosi Marianna fordítása
- Kasztília tájain. Útijegyzetek. In: José Ortega y Gasset: Tájak és emberek. Attraktor Kiadó. Máriabesnyő-Gödöllő: 2008. 17-38. o. Csejtei Dezső és Juhász Anikó fordítása
- Madridtől Asturiasig, avagy két táj. In: José Ortega y Gasset: Tájak és emberek. Attraktor Kiadó. Máriabesnyő-Gödöllő: 2008. 23-38. o. Csejtei Dezső és Juhász Anikó fordítása
- Útirajzok. In: José Ortega y Gasset: Tájak és emberek. Attraktor Kiadó, Máriabesnyő-Gödöllő: 2008. 39-54. o. Csejtei Dezső és Juhász Anikó fordítása
- Feljegyzések a homályló nyárból. In: José Ortega y Gasset: Tájak és emberek. Attraktor Kiadó. Máriabesnyő-Gödöllő: 2008. 55-91. o. Csejtei Dezső és Juhász Anikó fordítása
- A csend, a nagy Brahmá. In: José Ortega y Gasset: Tájak és emberek. Attraktor Kiadó. Máriabesnyő-Gödöllő: 2008. 95-102. o. Scholz László fordítása
- Két nagy metafora. Kant születésének centenáriumára. In: José Ortega y Gasset: Tájak és emberek. Attraktor Kiadó. Máriabesnyő-Gödöllő: 2008. 103-115. Rákosi Marianna fordítása
- A kifejezés mint kozmikus jelenség. In: José Ortega y Gasset: Tájak és emberek. Attraktor Kiadó. Máriabesnyő-Gödöllő: 2008. 116-131. o. Csejtei Dezső és Juhász Anikó fordítása
- Vitalitás, lélek, szellem. In: José Ortega y Gasset: Tájak és emberek. Attraktor Kiadó. Máriabesnyő-Gödöllő: 2008. 132-159. o. Rákosi Marianna fordítása
- A felebarát észlelése. In: José Ortega y Gasset: Tájak és emberek. Attraktor Kiadó. Máriabesnyő-Gödöllő: 2008. 133-169. o. Rákosi Marianna fordítása
- Tudat és tárgy. A köztük lévő távolság három formája. In: José Ortega y Gasset: Tájak és emberek. Attraktor Kiadó, Máriabesnyő-Gödöllő: 2008. 170-175. o. Rákosi Marianna fordítása
- Frazeológia és őszinteség. In: José Ortega y Gasset: Tájak és emberek. Attraktor Kiadó. Máriabesnyő-Gödöllő: 2008. 176-184. o. Scholz László fordítása
- Nézetek a gótikus emberről. In: José Ortega y Gasset: Elmélkedések Európáról. L’Harmattan Kiadó. Budapest: 2007. 87-92. o. Csejtei Dezső és Juhász Anikó fordítása
- A „Weltverkehr” egynémely témája. In: José Ortega y Gasset: Elmélkedések Európáról. L’Harmattan Kiadó. Budapest: 2007. 93-97. o. Csejtei Dezső és Juhász Anikó fordítása

## Róla megjelent művek magyarul

### Könyvek
- Csejtei Dezső: José Ortega y Gasset. Kossuth Könyvkiadó, Budapest: 1980. 113 o.
- Csejtei Dezső: A spanyol egzisztencializmus története. Miguel de Unamuno és José Ortega y Gasset filozófiájának kategoriális rendszere. Gondolat Könyvkiadó. Budapest: 1986. 376 o.

### Tanulmányok, esszék, folyóiratcikkek
- Halász Gábor: Ortega y Gasset. Napkelet. II. Budapest: 1928
- Hamvas Béla: A tömegek lázadása. Társadalomtudomány 1-3. 1938
- Barankovics István: A tömegek lázadása és az uralmi illetéktelenség. In: Az Ország Útja. 1939. március
- Jócsik Lajos: A tömegek lázadása – a kispolgár uralma. In: Az Ország Útja. 1940. március
- Jócsik Lajos: Ortegával a kezemben. Magyar Csillag. Budapest: 1943. március 1.
- Halász Gábor: Ortega y Gasset. Magyar Csillag. Budapest: 1944
- Márai Sándor: Napló. 1945-1957. Budapest. 1990
- Németh László. Homályból homályba. Életrajzi írások. Magvető Kiadó. Budapest: 1977
- Halász Gábor: Ortega y Gasset. Tiltakozó nemzedék. Magvető Könyvkiadó. Budapest: 1981
- Csejtei Dezső: Utószó és jegyzetek. In: José Ortega y Gasset: Két történelmi esszé. (Gerinctelen Spanyolország, A történelem mint rendszer) Európa Könyvkiadó. Budapest: 1983. 225-279. o.
- Bibó István: Elit és szociális érzék. Válogatott tanulmányok. Magvető Kiadó. Budapest: 1986
- Lackó Miklós: Korszellem és tudomány. Gondolat Kiadó. Budapest: 1988
- Földényi F. László: Előszó. In: José Ortega y Gasset: A szerelemről. Budapest: 1942. 1991. 7-20.
- Németh László: Egy árnyék Ortega mögött. A minőségi forradalom. Kisebbségben. Püski Kiadó. 1992
- Gángó Gábor: Ortega és olvasatai. José Ortega y Gasset: A tömegek lázadása c. kötetéről. Beszélő. Budapest: 1995. július 30-31. o.
- Csejtei Dezső: Utószó. José Ortega y Gasset: Elmélkedés a vadászatról. Európa Könyvkiadó. 135 -137. o. Budapest: 2000
- Csejtei Dezső: José Ortega y Gasset és a mediterrán világ. In: Írások északról és délszakról. Veszprémi Humán Tudományokért Alapítvány. Veszprém: 1999. 275-302. o.
- Csejtei Dezső: A 98-as nemzedék és a spanyol történelem. In: Írások északról és délszakról. Veszprémi Humán Tudományokért Alapítvány. Veszprém: 1999. 321-354. o.
- Az „én” és a „környezet”: két központi tényező Ortega y Gasset filozófiájában. In: Írások északról és délszakról. Veszprémi Humán Tudományokért Alapítvány. Veszprém: 1999. 355-370. o.
- Csejtei Dezső: Nyílvessző és kör: Ortega y Gasset és Spengler hatása Németh László gondolkodására. Tiszatáj. Szeged. 1996. (3). 74-83. o.
- Fried István: Márai Sándor és a spanyol világ. Nagyvilág. Budapest: 2001. 07.
- Csejtei Dezső: Ortega y Gasset Németh László és Bibó István munkásságában. In: Megtalálni a szabadság rendjét. Tanulmányok Bibó István életművéről. Szerk.: Dénes Iván Zoltán. Új Mandátum Könyvkiadó. Budapest: 2001. 211-234. o.
- Csejtei Dezső: José Ortega y Gasset. In: Filozófiai metszetek a halálról. A halál metamorfőzisai a 19-20. századi élet- és egzisztenciálfilozófiákban. Pallas Stúdió – Attraktor Kiadó, Budapest: 2002. 439-449. o.
- Szilágyi István: „Egy világ vagyunk”. A demokratikus Spanyolország és Európa. In: A Huszonötök Európája. Szerk. Kiss J. László. Osiris Kiadó. Budapest: 2004
- Csejtei Dezső: Éthosz és Érosz. Scheler és Ortega a szeretetről és a szerelemről. In: Pro Philosophia Füzetek. 30. sz. Veszprém: 2002. 21-34. o.
- Juhász Anikó: Szerelemképek. Női és férfi látószögek. Lou Andreas Salomé és José Ortega y Gasset. In: Pro Philosophia Füzetek. (39.) Veszprém: 2004. 2. kiad. In: Találkozások és törésvonalak. Írók, költők, filozófusok. Attraktor Kiadó, Gödöllő: 2005. 81-147. o.
- Csejtei Dezső - Juhász Anikó: Ortega filozófiai hattyúdala. Utószó. In: José Ortega y Gasset: Elmélkedések Leibnizről. Az alapelv fogalma és a deduktív elmélet fejlődése. Attraktor Kiadó, Gödöllő: 2005. 327-378. o.
- Juhász Anikó - Csejtei Dezső: Ortega y Gasset a festői látásmódról Goya és Zuloaga képei kapcsán. In: Találkozások és törésvonalak. Írók, költők, filozófusok. Attraktor Kiadó. Gödöllő: 2005. 165-179. o.
- Kalmár Zoltán: Ortega versengéselmélete. Pro Philosophia Füzetek. 48. Veszprém: 2006
- Kalmár Zoltán: A forradalmak gyújtópontja. Pannon Tükör: 2007. 5. 7-17. o.
- Csejtei Dezső - Juhász Anikó: Ortega és Európa – egy vonzalom állomásai. Utószó. In: José Ortega y Gasset: Elmélkedések Európáról. Budapest: 2007. 99-122. o. L’ Harmattan Kiadó. Csejtei Dezső és Juhász Anikó fordítása
- Weiss János: Európa válsága. Budapest. Élet és Irodalom. 2008. február 22.
- Domonkos Endre: Ortega y Gasset Európa-felfogása. In: Grotius. 2008. 11. Budapesti Corvinus Egyetem
- Csejtei Dezső – Juhász Anikó: José Ortega y Gasset tájfilozófiája. In: Filozófiai elmélkedések a tájról. Attraktor Kiadó. Máriabesnyő. 2012. 239-348. ISBN 978 615 5257 17 9
- Tóth Gábor: A tömeg- és az elitművészet esztétikai jelentése Ortega, Spengler és Walter Benjamin filozófiájában; MMA MMKI–L'Harmattan, Bp., 2016 (MMA ösztöndíjas tanulmányok)